# Sahraa Karimi
Pour les articles homonymes, voir Karimi.
Sahraa Karimi (en pachto : صحرا كريمي), née le 21 mai 1983 à Téhéran, est une réalisatrice afghane. En 2019, elle devient la première femme à présider Afghan Film (en). Avant son évasion d'Afghanistan lors de la prise de Kaboul par les talibans en 2021, elle est la première et la seule femme en Afghanistan à avoir obtenu un doctorat en cinéma et réalisation de films.

## Biographie
Sahraa Karimi naît et grandit à Téhéran,,,. Elle fait ses études en Slovaquie et retourne en Afghanistan en 2012 où elle vit et travaille jusqu'à son évasion du pays en 2021 lors de la chute de Kaboul,,. Elle obtient son doctorat dans le domaine du cinéma (réalisation de films de fiction et scénario) à la faculté de cinéma et de télévision de l'Académie de musique et des arts du spectacle de Bratislava,,,. Light Breeze, un documentaire qu'elle réalise pendant son séjour à l'académie, remporte le prix du meilleur court métrage de fiction aux Sun in a Net Awards, les plus importantes récompenses cinématographiques en Slovaquie.
De retour en Afghanistan, elle participe à la création de Kapila Multimedia House, un lieu destiné à promouvoir les cinéastes afghans indépendants. En 2019, elle devient la première femme à présider Afghan Film (en), société gouvernementale créée en 1968. Elle est alors la seule femme candidate pour le poste et se retrouve en compétition avec quatre hommes.
Son premier travail professionnel est un documentaire, Searching for Dream, qui est présenté au Festival international de cinéma de Dhaka (en) en 2006. Parmi ses autres œuvres, figure notamment Afghan Women Behind the Wheel, qui remporte une vingtaine de prix dans de grands festivals de cinéma, dont des prix en Slovaquie et le prix du meilleur film documentaire au 13e Festival international de cinéma de Dhaka,. En 2019, elle réalise le film Hava, Maryam, Ayesha, qui est présenté en avant-première à la Mostra de Venise et nommé pour un prix Orizzonti (prix du meilleur film),. En 2020, elle est reçue au Festival international des cinémas d'Asie de Vesoul (FICA) de Vesoul,.
En août 2021, à la suite de la chute de Kaboul aux mains des talibans, elle pense tout d'abord pouvoir rester, mais elle explique : « Je suis allée à la banque chercher de l'argent ; ils ont fermé et évacué. Je n'arrive toujours pas à croire que cela s'est produit », ajoutant : « Ils viennent nous tuer ». Elle organise finalement son évacuation et celle de 11 membres de sa famille à destination de Kiev, en Ukraine, dans un premier temps,,.

## Filmographie
- 2009 : Afghan Women Behind the Wheel[14] (littéralement « Femmes afghanes au volant »)
- 2016 : Parlika[14]
- 2019 : Hava, Maryam, Ayesha[16]